# Lockheed XV-4 Hummingbird
Il Lockheed XV-4 Hummingbird (originariamente designato VZ-10) fu un progetto dell'U.S. Army negli anni sessanta, uno dei tentativi di creare un jet V/STOL (decollo e atterraggio verticali). Con una velocità programmata di 336 miglia orarie era più lento degli aerei da trasporto.
Il progetto era di usare porte nella parte superiore e inferiore della fusoliera per incrementare la spinta con aria fredda. In teoria, un aereo da 11.607 lb poteva essere spinto da un motore da 6.600 lbf. Ma le prestazioni furono al di sotto di quelle previste, ed il prototipo si schiantò al suolo il 10 giugno 1964, causando la morte del pilota. Al secondo aereo vennero installati dei motori a getto diversi, ma anch'esso si schiantò dopo diversi test.
Anche per il XFV-12 si ebbe scarso successo a ventilare aria fredda per aumentare la spinta sulle ali.
Nessuno dei primi progetti V/STOL statunitensi ebbero futuro. Il britannico Hawker Siddeley Harrier usava ugelli vettoriali, mentre il jet da attacco russo Yakovlev Yak-38 Forger usava 2 turbogetti di sostentamento Kolesov RD-36-35 da 2350 kg di spinta ciascuno montati in verticale nella parte anteriore della fusoliera dietro l'abitacolo in congiunzione con ugelli rotanti posteriori.

## Utilizzatori
Stati Uniti
- United States Army